# Lombjáró függőcinege
A lombjáró függőcinege (Pholidornis rushiae) a verébalakúak (Passeriformes) rendjébe, ezen belül a Hyliidae  családba tartozó Pholidornis nem egyetlen faja. Apró termetű, mintegy 8 centiméter hosszú (Afrika legkisebb madárfaja). Angola, Benin, Egyenlítői-Guinea, Elefántcsontpart, Gabon, Ghána, Guinea, Kamerun, a Kongói Demokratikus Köztársaság, a Kongói Köztársaság, a Közép-afrikai Köztársaság, Libéria, Nigéria, Sierra Leone, Togo és Uganda trópusi és szubtrópusi nedves erdőiben él, 1200 méteres tengerszint feletti magasságig. Novembertől áprilisig költ.

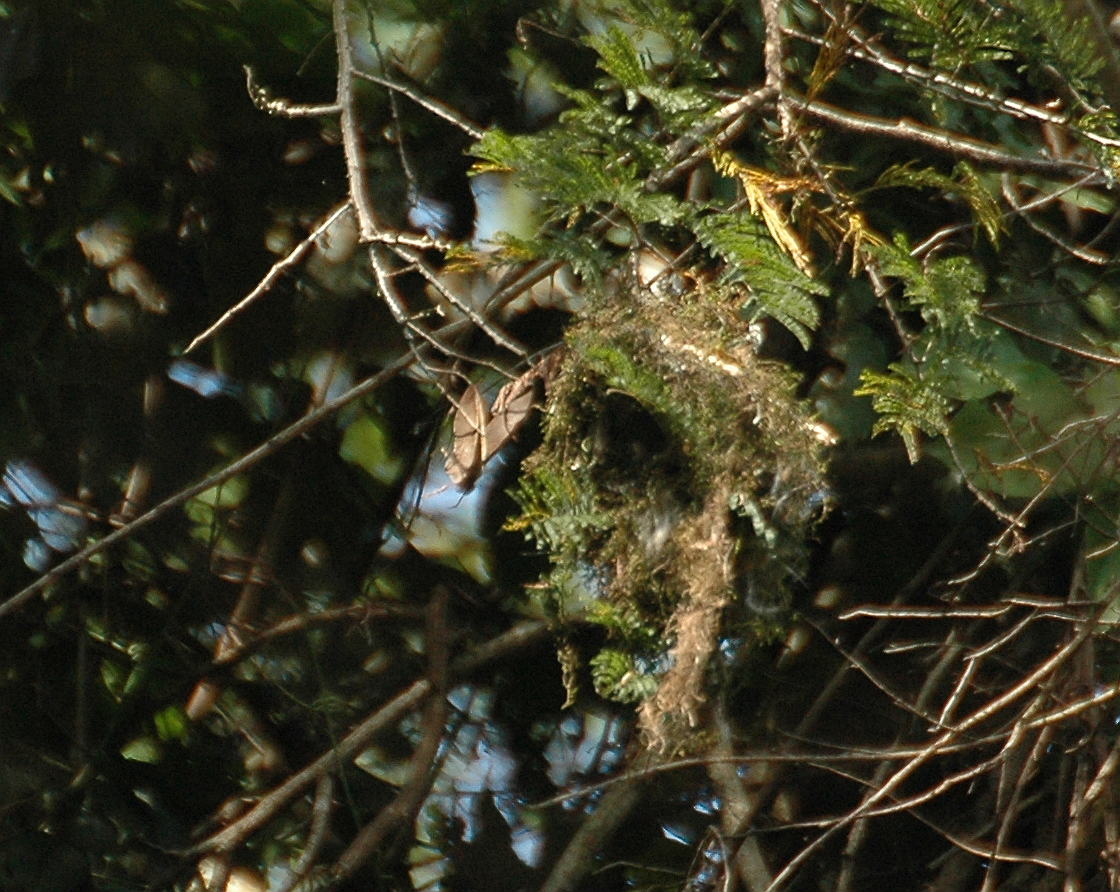
A lombjáró függőcinege fészke

## Alfajai
- P. r. ussheri (Reichenow, 1905) – dél-Sierra Leone, délkelet-Guinea, Libéria, dél-Elefántcsontpart, dél-Ghána, délnyugat-Togo, délnyugat-Nigéria;
- P. r. rushiae (Cassin, 1855) – délkelet-Nigéria, nyugat- és közép-Kamerun, délre Gabonig;
- P. r. bedfordi (Ogilvie-Grant, 1904) – Bioko-sziget (Fernando Póo-sziget);
- P. r. denti (Ogilvie-Grant, 1907) – délkelet-Kamerun, a Kongói Köztársaság északi és délnyugati része, északnyugat-Angola, a Kongói Demokratikus Köztársaság középső és keleti része, nyugat- és kelet-Uganda, egy jelzés a Közép-afrikai Köztársaság délközép részéről.

## Fordítás
- Ez a szócikk részben vagy egészben  a   Tit hylia című angol Wikipédia-szócikk fordításán alapul.  Az eredeti cikk szerkesztőit annak laptörténete sorolja fel. Ez a jelzés csupán a megfogalmazás eredetét és a szerzői jogokat jelzi, nem szolgál a cikkben szereplő információk forrásmegjelöléseként.